# Pin (insígnia)

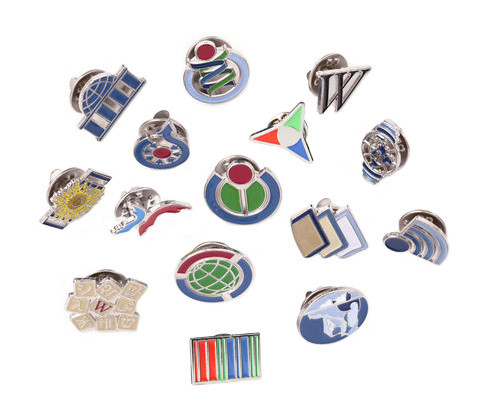
Pin que representa diferents projectes de la Wikimedia Foundation.

Un pin, és un insígnia petita el més sovint metàl·lica que es fixa sobre una roba lligada al trau, serveix de signe distintiu, representa una pertinença, un logo o commemora un esdeveniment. Pot ser simplement decorativa, emparentant-se llavors a un fermall. Encoratjada per una producció publicitària intensa als anys 1980-1990, ha esdevingut un objecte de col·lecció.

## Etimologia
El mot pin's és un pseudoanglicisme format a partir del mot anglès pin que significa agulla de cap, xinxeta, clavilla.

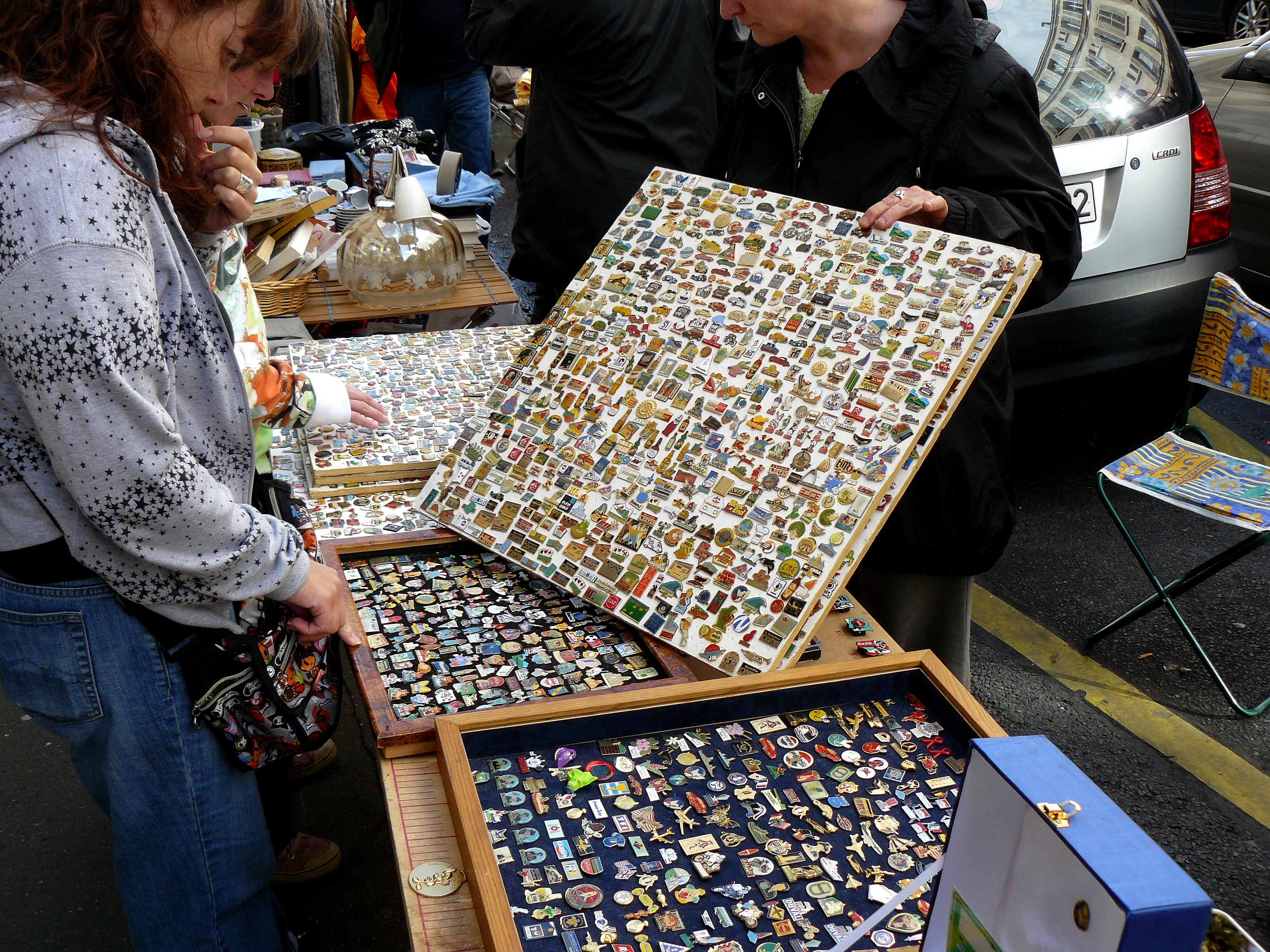
Un venedor de pins durant una venda de particulars al carrer, a París el 2009.

## Històric
El pin, contràriament a la insígnia que havia tingut el seu moment de popularitat als anys 1970, es fixa gairebé a la manera d'un fermell amb l'ajuda d'una pica qui travessa el teixit i està blocat al darrere per una « papallona ». És aquest mode de fixació ràpida, que ha contribuït a la popularitat sobtada d'aquest petit accessori que existia de la primera guerra mundial ençà. El mot « pin » ha sens dubte estat afrancesat i posat al plural pels pilots francesos: en efecte, la societat SPAD (Societat de Producció dels Avions Déperdussin), que construïa sota llicència els caçadors d'aquest avionista francès, exigia que els pilots dels seus aparells s'hagin format sobre cada nou tipus d'avió abans de poder pilotar-ne un al si d'una unitat de combat.
A la sortida de les pràctiques de formació, els pilots rebien un pin que representava l'aparell sobre el qual havien estat formats, provant així la seva capacitat a utilitzar el nou avió al si d'una unitat combatent.
La insígnia també ha conegut un gran succés quan reproduïa l'efígie de grups coneguts.

## El fenomen a França
Un intent de pins publicitari fou provat el 1956 per la nova estació de ràdio Europe N°1, el pin de la qual représentait un "1" petit però la quantitat distribuïda era massa feble per a crear un moviment important. La mediatització dels pins del torneig de Roland Garros l'any 1987 en llança la moda. La qual ràpidament va ser explotada per les marques comercials i, al costat dels pins commemoratius com aquells dels Jocs olímpics d'Albertville del 1992, un gran nombre de pins publicitaris es posaren sobre el mercat, venuts, guanyats o oferts, i sovint col·leccionats pels aficionats.
Al començament dels anys 1990, a l'apogeu del fenomen, es creen borses de bescanvis, llibres i catàlegss tracten del tema, els preus dels pins rars arriben a ser molt cars.
Sols alguns afeccionats, dits filopins o filopinistes, continuen encara aquesta col·lecció amb temes definits.
Un saló internacional, es tingué a Louviers (Eure) per la primera vegada l'any 2003, demostrant tanmateix que la col·lecció de pins atreu encara un cert públic. La 5a edició organitzada el 7 octubre 2007 ha celebrat els vint anys del pin.
Amb l'arribada d'internet, els col·leccionadors han trobat un suport ideal per a compartir llur col·lecció. Molts llocs de venda o de bescanvi de pins han vist el dia, com ara Delcampe Internacional. Alguns fòrums dedicats a aquest tipus de col·lecció s'han desenvolupat. També el nombre de col·leccionadors ha augmentat fortament, al punt que després de l'abandó del saló de Louviers, nous salons de pins veuen el dia a França.
Del 2011 ençà Sant-Amand-Montrond (Cher) acull el saló nacional del pin, la 7a edició ha tingut lloc el 08-10-017 d'octubre de 2017.
Durant el saló 2013 de Sant-Amand-Montrond, un maniquí vestit de diversos de milers de pins (la « philopine ») ha estat presentat al públic.

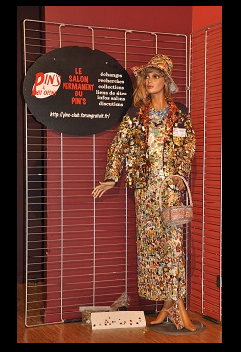
Maniquí vestit per al saló nacional del pin de 2013

Dos uns altres salons coneguts dels col·leccionadors es desenrotllen cada any : l'un a Champeaux (Sena-i-Marne) i l'altre a Warmeriville (Marne).

## Fabricants
El pin preexistia en el camp de la insígnia militar, això doncs són fabricants de medalles i d'insígnies civils i militars qui s'han convertit molt ràpidament a aquest suport publicitari, el més conegut essent la casa Arthus-Bertrand els pins de la qual, editats per al torneig de Roland-Garros, han entrenat la moda de la col·lecció. Uns altres fabricants, com els establiments Ballard, les marques Fraisse o Corner han seguit. Societats com Star Pin's s'han creat especialment mercès a la forta demanda, i després la fabricació de mala qualitat subcontractada a Taïwan, ha envaït el mercat, matant el fenomen.

## La qualitat del pin

### La categorització per l'ús
Es pot distingir tres principals funcions d'ús del pin:
- els pins publicitaris que s'han difós per empreses que promoeun els seus productes o serveis
- els pins d'embelliment pròxim als fermalls (exemple de temes: animals, automòbils, flors, esports, ciutats, etc.)
- els pins de pertinença o de recompensa emparents a les insígnies (exemples: logos institucionals, militària, etc.)

### El tipus d'agafador
El pin al començament es va utilitzar com a insígnia militar o civil amb un dispositiu que n'impedia generalment l'arrencament gràcies a una rosca o una agulla imperdible.
Seguidament, els pins s'han democratitzat als anys 1990 sobretot a causa del seu nou dispositiu d'agafada ràpida de la papallona sobre la tija de la xinxeta. Però aquest agafador papallona pot tenir l'inconvenient d'irritar la pell amb les seves pinces trinxants i d'arrencar-se fàcilment.
Per a pal·liar el risc d'arrencament dels agafadors papallona, una o diverses ranures poden ser fixades a la tija d'un pins. De més, existeixen igualment agafadors de bomba que són més confortables i més segurs. En efecte, permeten de crear un buit d'aire sobre la tija graduada de la xinxeta limitant fortament el risc de pèrdua del pin.
L'agafador de plàstic presenta l'avantatge de ser més lleuger i de tenir un ús més confortable quan es porta el pin.
Finalment, hi ha diversos dispositius per a evitar que el pins pivota sobre el seu eix com ara la fixació per dos crocs o l'afegiment d'una o diverses dents d'ancoratge que solidaritzen el pin amb el seu suport.

Certs pins i insígnies d'ara endavant van dotats d'un o diversos agafadors magnètics.

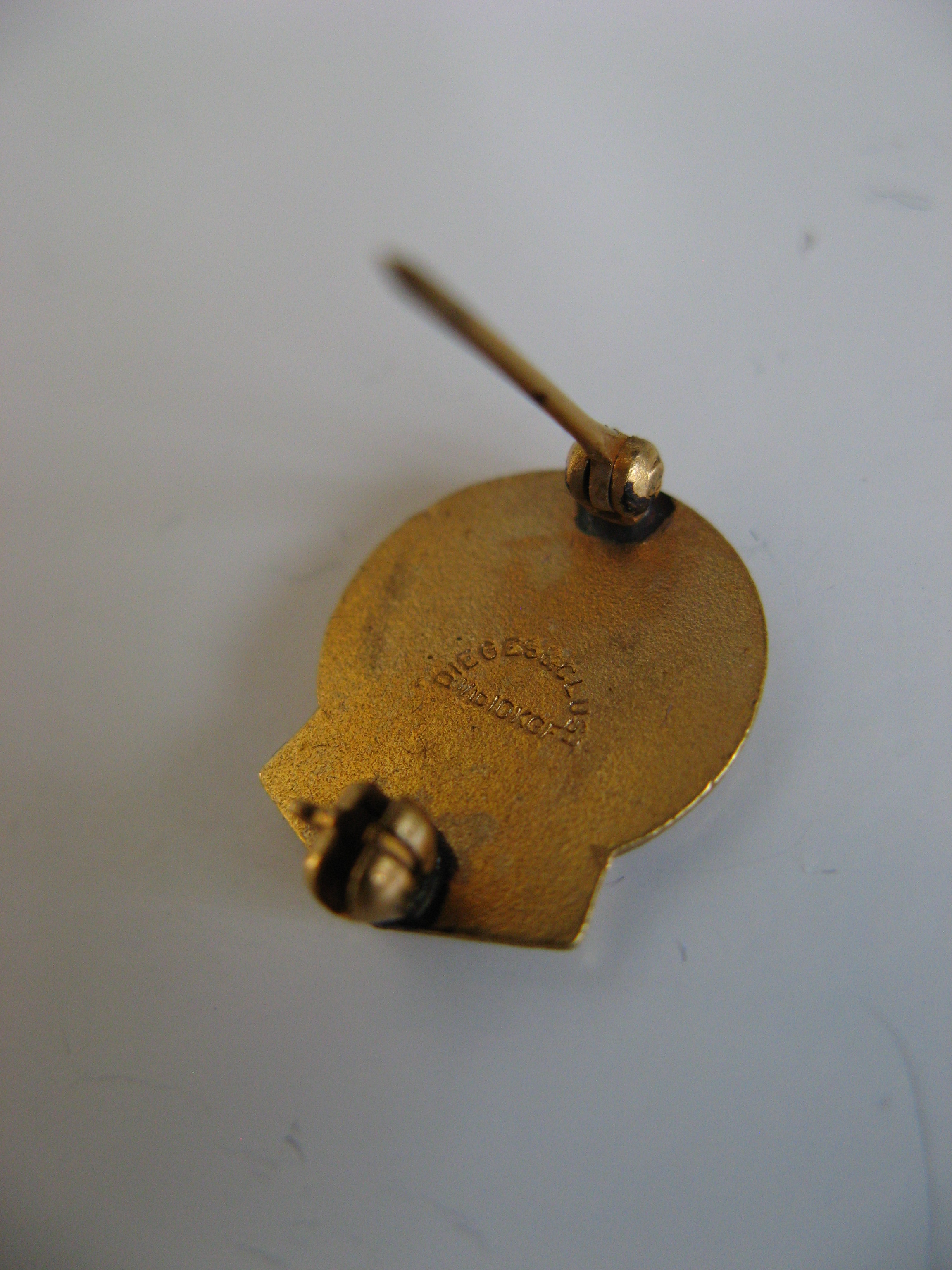
Agafador per a agulla de cap
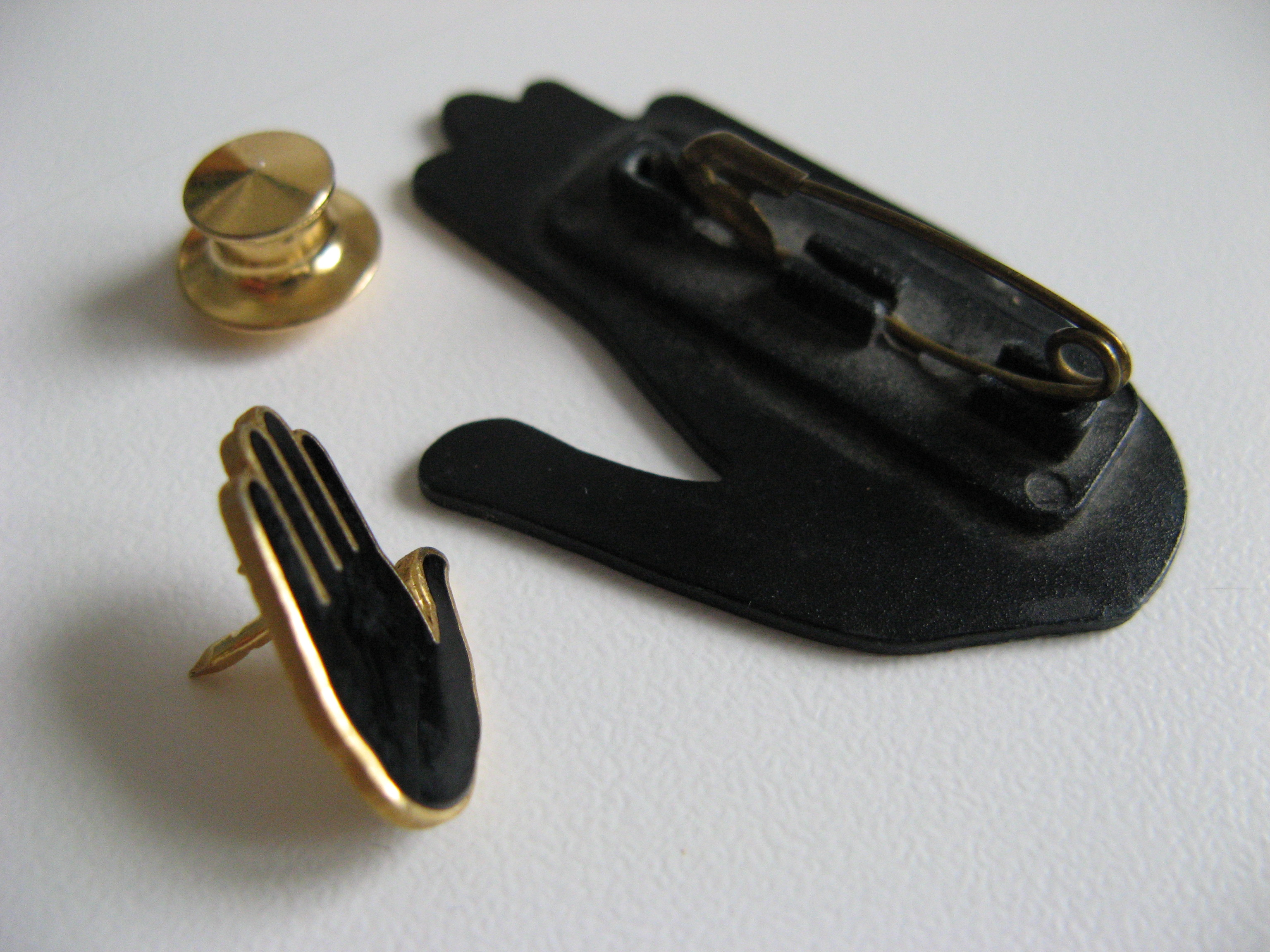
Dispositiu d'una agulla de seguretat petita fixada en el pin
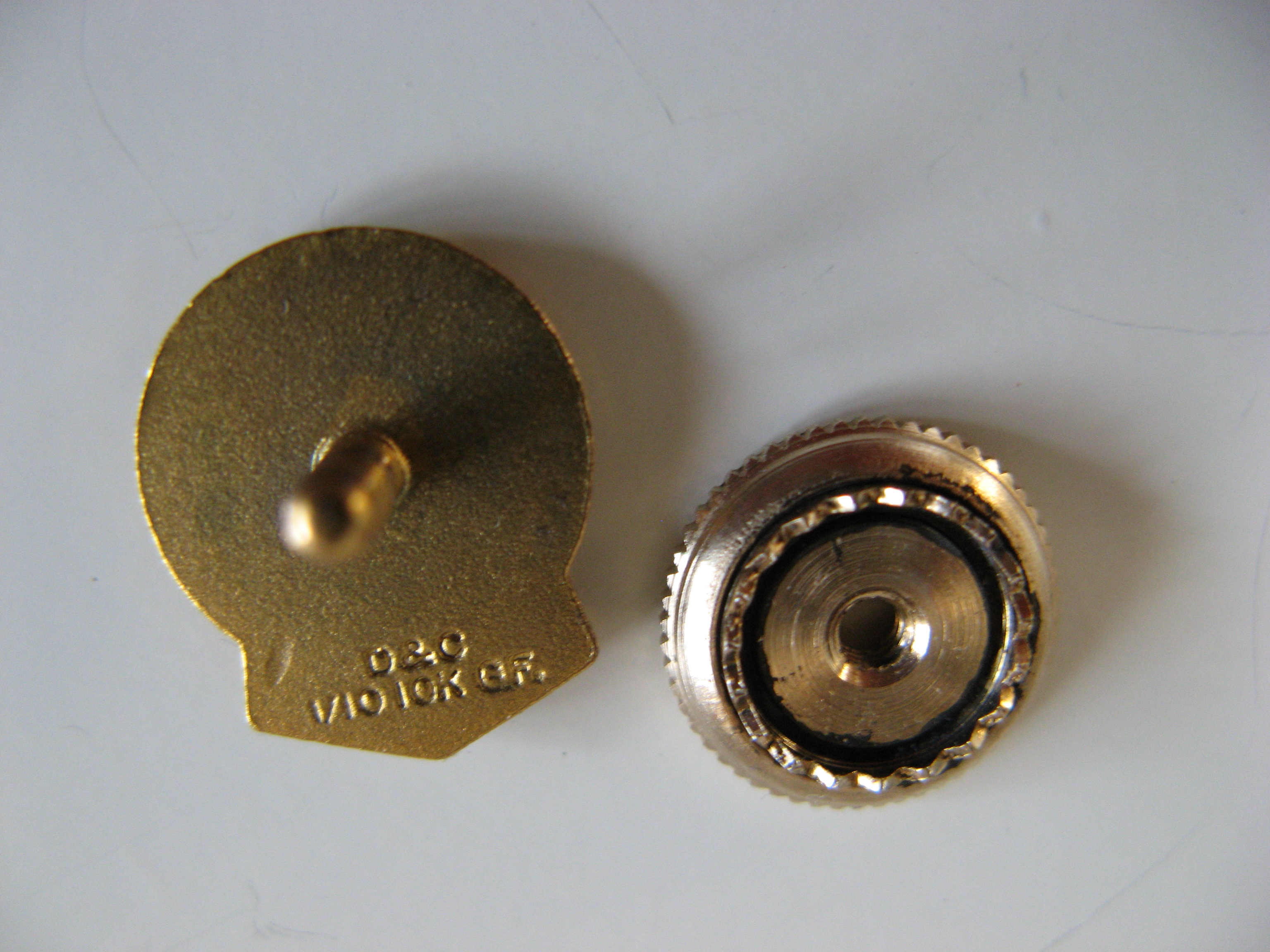
Agafador de rosca
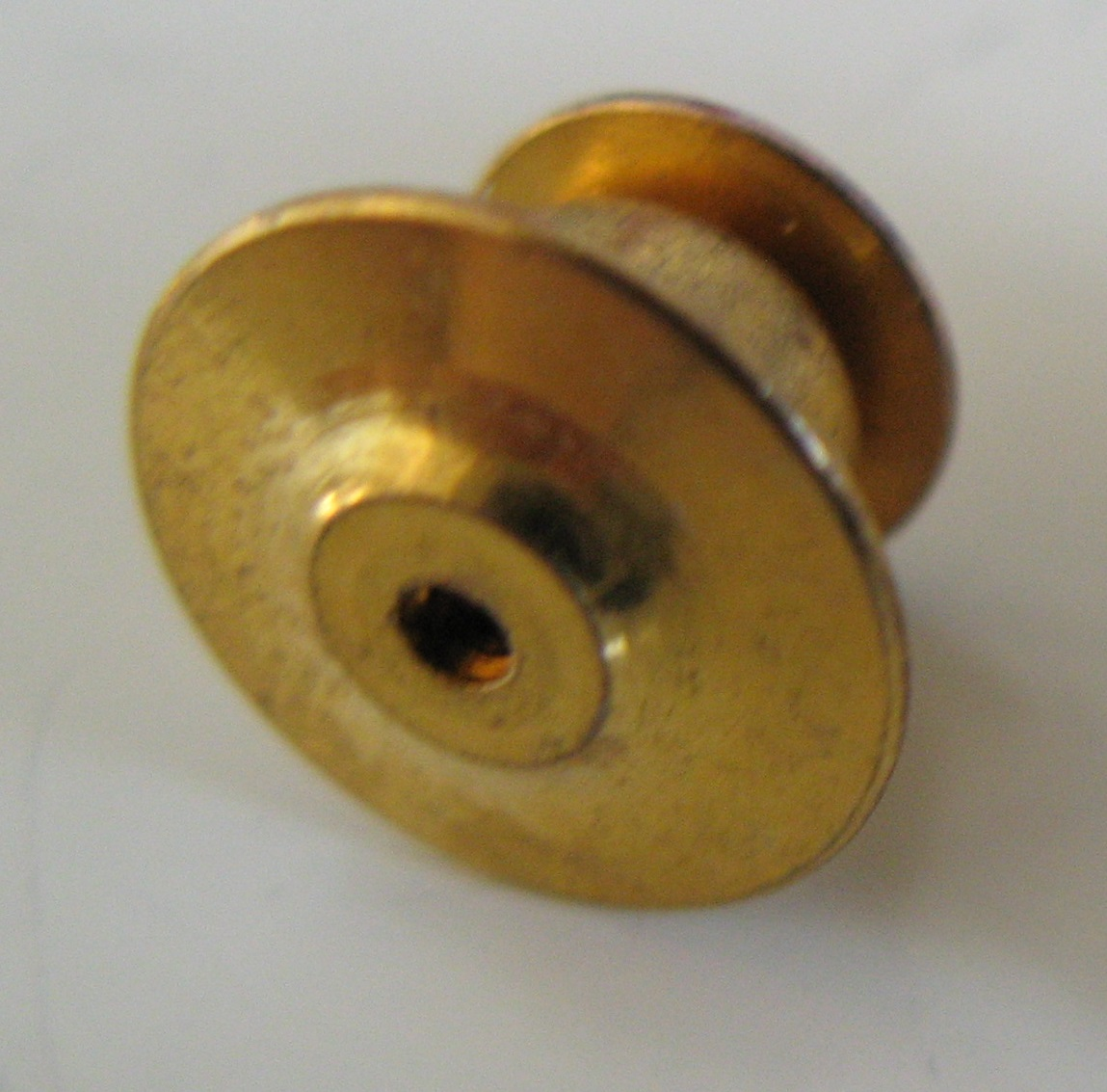
Agafador de bomba
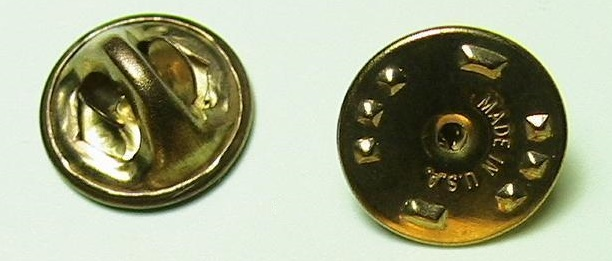
Agafador papallona
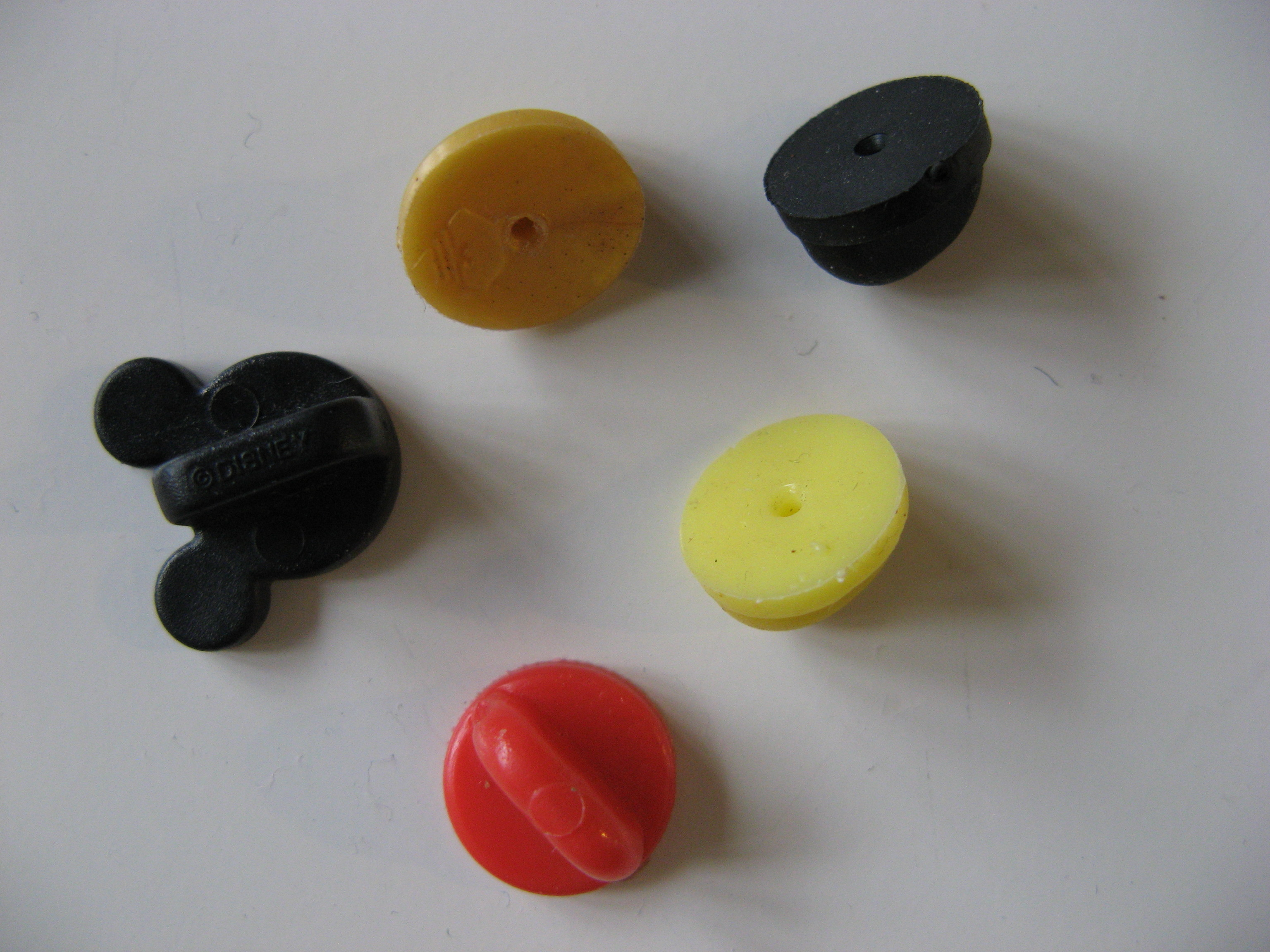
Agafador de plàstic
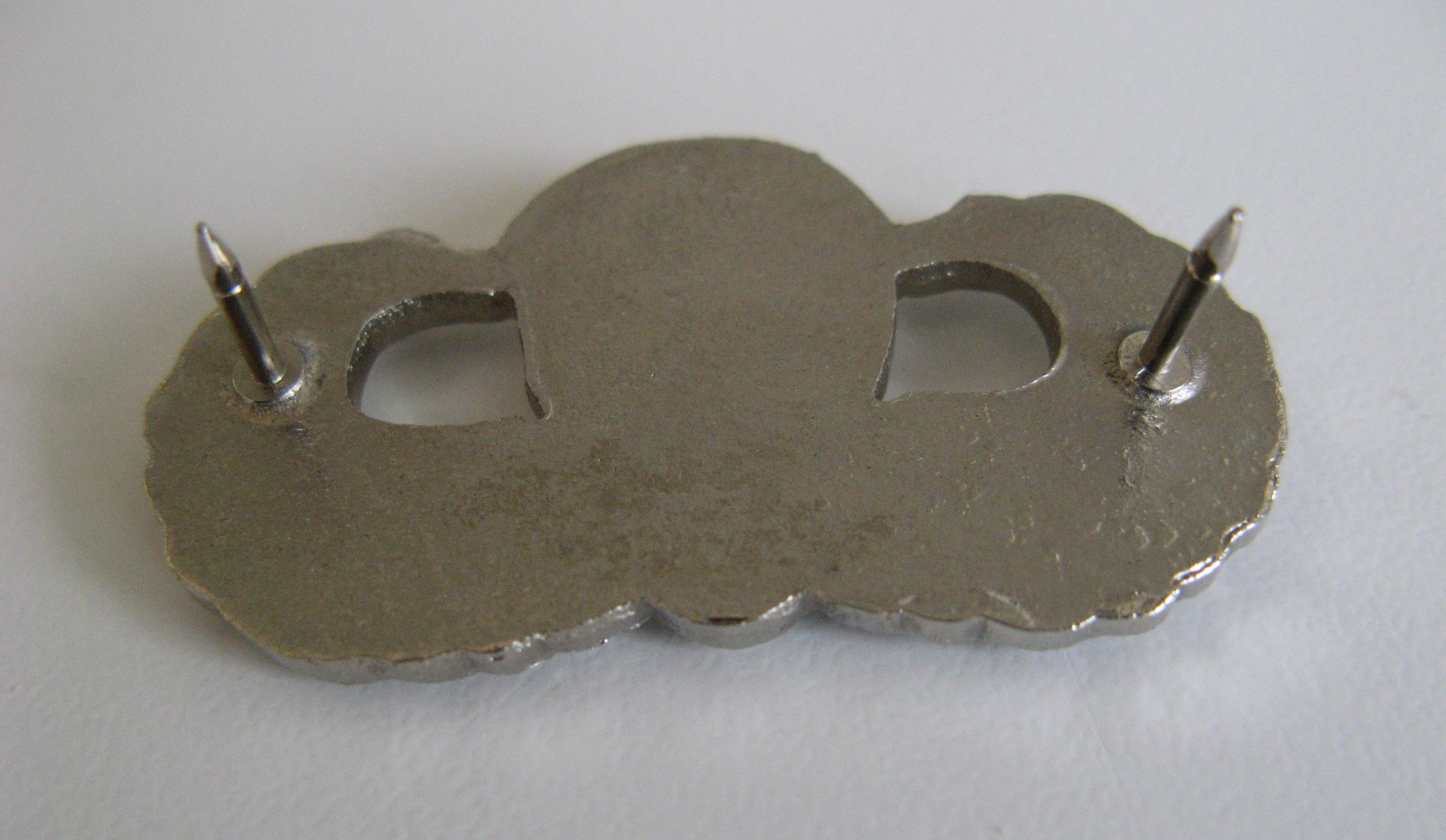
Dispositiu de dos agafadors ranurats
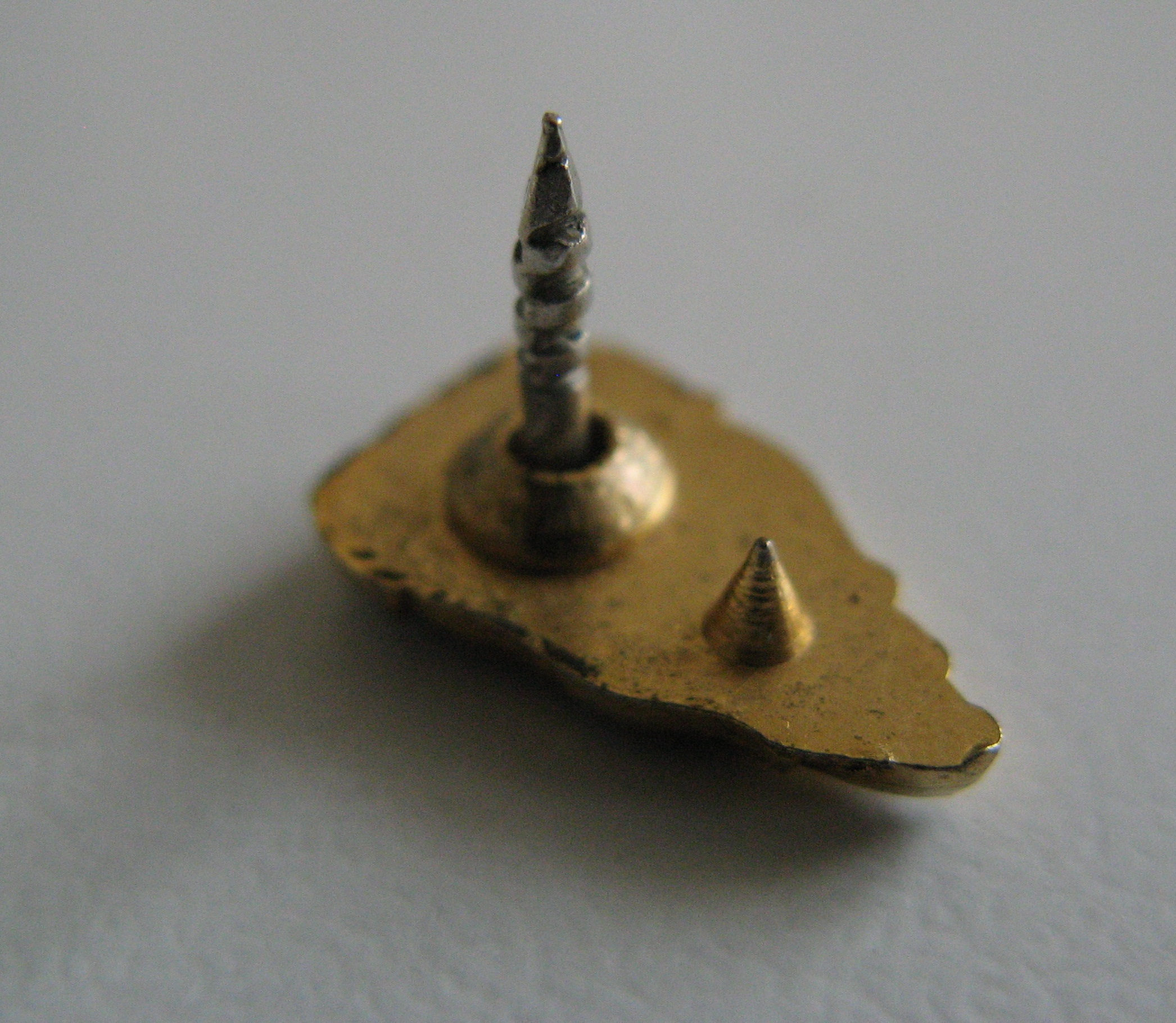
Dispositiu d'un agafador cisallat amb múltiples ranures i una dent d'ancoratge
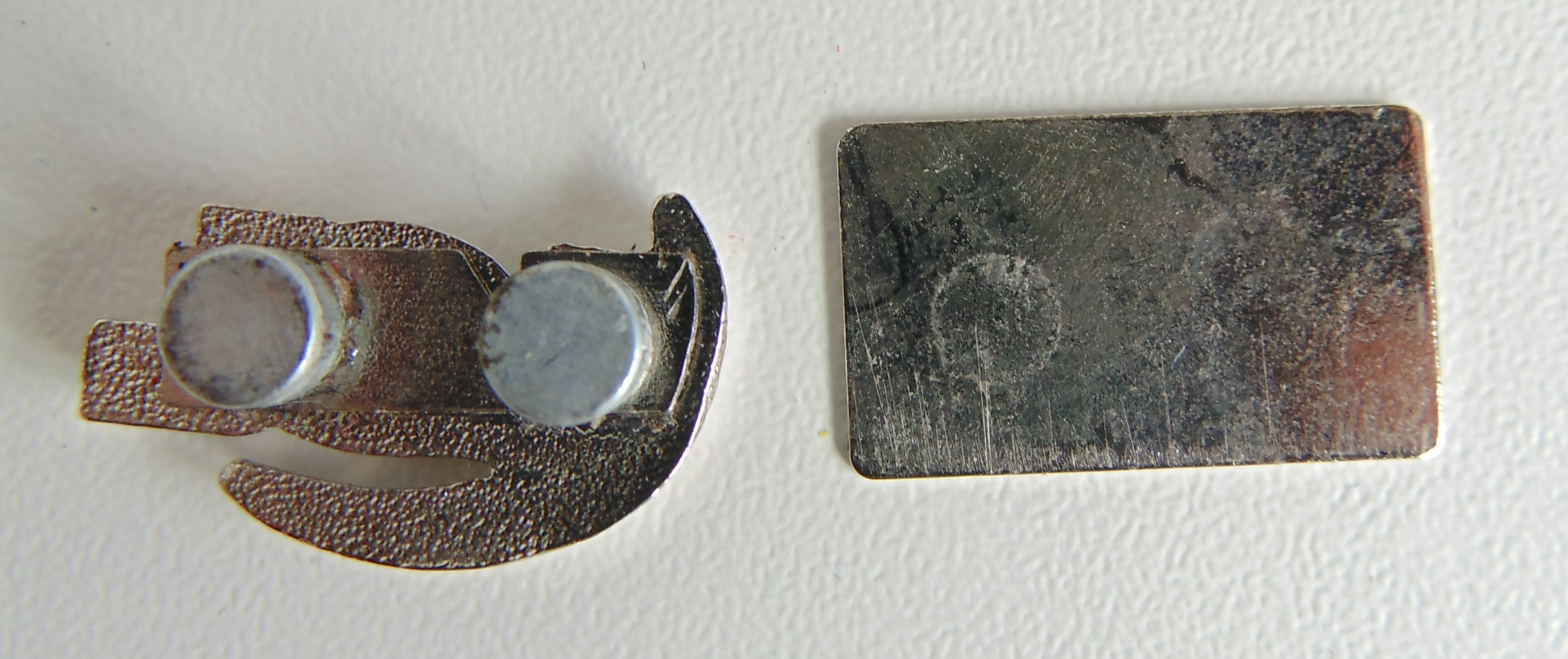
Pin fixat amb dos aimants

### El procés de fabricació
Ultra la qualitat de finition dels agafadors, es poden distingir els mètodes de producció següents: 
- el zamac és compost de zinc, alumini, magnesi i coure: té una color groga daurada i en principi una espessor prou gruixuda (2 a 3 mm).
- EGF per a esmalt de foc gran que són completament llisos damunt omplits.
- EF per a la denominació esmalt en fred és pintat en relleu, la pintura d'esmalt trobant-se als buits ; són de vegades pintats a la mà, com les fabricacions locals a l'Àfrica per a insígnies militars, no-homologades.
- Epòxid per als pins que tenen un gènere de gelatine o plàstic llis per damunt l'EF.

Els pins de gamma alta són generalment signats al verso (exemples: AB per Arthus Bertrand, « 1/10 GF » per a la qualitat 10K xapat d'or, Fraisse, etc.) ; tenen sovint una espessor d'aproximadament dos mil·límetres que els dona un cert relleu.